# World Wide Recorder Concert
«World Wide Recorder Concert» (En España «Mi País es esto» y en Hispanoamérica «Concierto Mundial de Flauta Dulce» o «El Ruido Marrón») es el episodio 17 de la serie animada South Park.
En España, este fue el último capítulo dirigido por Carlos Revilla (director de la serie en el doblaje de España y voz del Dr. Alphonse Mephisto y voces adicionales) antes de su muerte en el 27 de septiembre del 2000 a los 67 años. Además del primer episodio de la serie estrenado en los años 2000's.

## Trama
4 millones de niños de 3 año, entre ellos los de la clase de Garrison son convocados para tocar en flauta dulce My Country, 'Tis of Thee en un concierto mundial televisado en Oklahoma City, organizado por Kenny G y Yoko Ono. Al inicio de la clase, los chicos tratan de ensayar pero no tocan al unísono, Garrison les exige mover bien los dedos en la flauta y Cartman dice que Kyle "dedea" con su mamá en la noches. Al instante llegar el Sr. Mackey anunciándoles a los chicos que el lugar del concierto fue llevado a Little Rock (Arkansas) algo que llena de ansiedad a Garrison ya que le confiesa a Mackey haber sido víctima de Abuso sexual infantil por parte de su padre.
En el camino hacia Arkansas, Cartman les dice a los chicos que existe una frecuencia que provocaba diarrea a quien la oyese llamada Ruido Marrón, pero Kyle no le cree a Cartman diciendo que es una de sus ocurrencias tontas. Garrison por su parte se empieza a sentir nervioso pero Mackey trata de calmarlo y Garrison hace que el Sr. Sombrero responda por el y aunque Mackey le dice a Garrison que debe ser fuerte, el Sr. Sombrero insulta a Mackey lo que provoca una pelea entre los dos hasta que la Sra. Crabtree les grita que paren la pelea.
Al llegar a Little Rock para un ensayo general, los chicos son molestados por otros chicos de Nueva York que empiezan a llamarlos "queefs" pero los de South Park ignoran el significado de dicha palabra. Al día siguiente por sugerencia de Cartman, los chicos de South Park llaman "mung" a los de Nueva York diciendo que era una palabra inventada pero los de Nueva York dicen que "mung" es secreción salida de una mujer embarazada. Como venganza, Cartman sugiere usar el ruido marrón contra ellos, ya que descubre la nota es una frecuencia entre los 5 y 9 Hz de sol, Cartman lo prueba en Kenny y en un empleado del hotel quienes pierden el control de su esfínter. Por tanto Cartman pone la nota del Ruido Marrón en la partitura de la canción para ponérsela a los chicos de Nueva York y que al tocarla se cagasen en los pantalones, pero al dejar la nota en la puerta de estos, una de las organizadoras del concurso cree que Ono había cambiado la última nota.
Por su parte Garrison vuelve a su casa paterna donde confronta a su padre por el abuso sexual, que si bien jamás fue cometido por su progenitor y Garrison cree que su padre no lo ama por el hecho de no haber abusado de él. Garrison padre no está dispuesto a tocar a su hijo a pesar de la petición de Mackey y su mismo hijo Herbert y acude con sus amigos del bar quienes no le dan respuesta alguna. Una noche Garrison es abusado sexualmente por un extraño en su habitación y al día siguiente Garrison se va contento creyendo que su padre había abusado de él pero quien en verdad lo hizo fue Kenny G quien rechaza el pago de Garrison padre.
En medio del concierto mundial, los chicos se asustan al ver que la partitura tenía al final el Ruido Marrón y tratan de evitar que todos los niños toquen la nota pero llegan tarde y al tocar los niños el Ruido Marrón hacen que todo el planeta (que veía el concierto en televisión) defecase. Los chicos de Nueva York se impresionan de los chicos de South Park y estos ya no les preocupa el significado de "queef" pero Mackey les dice que "queef" es una flatulencia vaginal y Garrison se despide de Kenny G besándolo pero dice que besa igual que su padre. Garrison, Mackey y los chicos del 3 año de South Park vuelven al pueblo en el autobús perdiéndose en el horizonte.

## Muerte de Kenny
Defeca hasta morir por escuchar el Ruido Marrón, pero raramente se le ve después en el bus escolar.